# Blanca Renée Arrillaga
Blanca Renée Arrillaga Oronoz de Maffei (Artigas, 19 de julio de 1917 - Montevideo, 23 de diciembre de 2011) fue una química farmacéutica, botánica, profesora y destacada agrostóloga uruguaya.

## Biografía
Oriunda del departamento de Artigas, allí cursó sus primeros estudios para luego trasladarse a Montevideo en donde obtuvo el título de química-farmacéutica en la Facultad de Química.
En 1951 ingresa como docente en la cátedra de botánica de dicha facultad y posteriormente también de la Facultad de Agronomía.
En los años 1964 y 1965 ocupa la cátedra de botánica de la Facultad de Humanidades y Ciencias. Al tiempo que ejerce la docencia se dedica al estudio histológico e histotaxonómico de plantas uruguayas; ha publicado numerosos trabajos de su especialidad, muchos de ellos en colaboración, en el país y en el extranjero (Argentina, Canadá).
Realizó frecuentes viajes al interior del país colectando material para sus investígaciones y para enriquecer el herbario de la Facultad de Agronomía. En el extranjero realizó tareas de investigación en el Jardín Botánico de Nueva York y en la Smithsonian Institution de Washington. Asistió también y presentó trabajos en varios congresos botánicos (Buenos Aires, La Plata, Córdoba, Tucumán).
Fallece el 23 de diciembre de 2011 a sus 93 años de una neumonía en la ciudad de Montevideo.

## Algunas publicaciones
- 1969. Plantas medicinales. 64 pp. en línea

### Libros
- 1997. Plantas usadas en medicina natural. Hemisferio Sur. 152 pp. ISBN 9974-580-03-X

- 1977. Guía de plantas tóxicas del Uruguay. Universidad de la República, División Publicaciones y Ediciones. 52 pp. Con P. Moyna

- 1973. Anacardiaceas de Uruguay. N.º 126 de Boletín. Universidad de la República, Facultad de Agronomía. 33 pp.

- 1972. El carácter lípido del endosperma central en especies de gramíneas. N.º 124 de Boletín. 43 pp.

- 1970. Análisis microscópico de raciones para animales de granja. N.º 111 de Boletín. 26 pp.

- 1970. Gramíneas uruguayas. Colección Ciencias 5, Montevideo. 489 pp.

- 1968. Rafflesiáceae de Uruguay y de Entre Rios, Argentina. Instituto de Botánica Darwiniana. 618 pp.

- 1964. Nuevas especies y sinopsis de Stipa en el Uruguay. N.º 72 de Boletín. 34 pp.

- 1959. Vaina entera en las gramineas Uruguayas. Vol. 7, N.º 3-4 de Boletín de la Sociedad Argentina de Botánica. 232 pp.

- 1958. Algunos caracteres morfológicos de las Gramíneas de ciclo invernal y estival del Uruguay. 47 pp.

- La abreviatura «B.R.Arrill.» se emplea para indicar a Blanca Renée Arrillaga como autoridad en la descripción y clasificación científica de los vegetales.[3]